# L-glukuronat reduktaza
L-glukuronat reduktaza (EC 1.1.1.19, L-glukuronatna reduktaza, aldehid reduktaza, L-heksonat:NADP dehidrogenaza, TPN-L-gulonat dehidrogenaza, aldehid reduktaza II, NADP-L-gulonat dehidrogenaza, -glukuronat dehidrogenaza, -glukuronat reduktaza) je enzim sa sistematskim imenom L-gulonat:NADP+ 6-oksidoreduktaza. Ovaj enzim katalizuje sledeću hemijsku reakciju
-gulonat + NADP+ {\displaystyle \rightleftharpoons } -glukuronat + NADPH + H+
Takođe redukuje D-galakturonat. Može da bude identičan sa EC 1.1.1.2 (alkohol dehidrogenazom (NADP+)).

## Literatura
- Nicholas C. Price; Lewis Stevens (1999). Fundamentals of Enzymology: The Cell and Molecular Biology of Catalytic Proteins (Third изд.). USA: Oxford University Press. ISBN 019850229X.
- Eric J. Toone (2006). Advances in Enzymology and Related Areas of Molecular Biology, Protein Evolution (Volume 75 изд.). Wiley-Interscience. ISBN 0471205036.
- Branden C; Tooze J. Introduction to Protein Structure. New York, NY: Garland Publishing. ISBN 0-8153-2305-0.
- Irwin H. Segel. Enzyme Kinetics: Behavior and Analysis of Rapid Equilibrium and Steady-State Enzyme Systems (Book 44 изд.). Wiley Classics Library. ISBN 0471303097.
- William P. Jencks (1987). Catalysis in Chemistry and Enzymology. Dover Publications. ISBN 0486654605.

## Spoljašnje veze
- Glucuronate+reductase на 